# دون تايلور (سياسي)
دون تايلور (بالإنجليزية: Don Taylor)‏ هو سياسي أسترالي، ولد في 24 يناير 1928 في كالغورلي في أستراليا. حزبياً، نشط في حزب العمال الأسترالي ‏. وقد انتخب عضو الجمعية التشريعية لأستراليا الغربية.